# Петропавловское (Костромская область)
 Петропавловское — село в Павинском районе Костромской области. Входит в состав Петропавловского сельского поселения

## География
Находится в северо-восточной части Костромской области на расстоянии приблизительно 10 км на восток по прямой от села Павино, административного центра района.

## История
Село появилось в 1876 году, когда здесь была устроена Петропавловская церковь. Каменная церковь построена в 1888—1902 годах.

## Население
Численность постоянного населения составляла 43 человека в 2002 году (русские 100 %), 28 в 2022.